# Pedinotus columbianus
Pedinotus columbianus är en stekelart som beskrevs av Günther Enderlein 1912. Pedinotus columbianus ingår i släktet Pedinotus och familjen bracksteklar. Inga underarter finns listade i Catalogue of Life.